# 新仙女木事件
新仙女木事件，也稱為克洛維斯彗星假說，是為解釋大約12,900年前的末次冰期末期，新仙女木期涼爽期（冰段）的開始是某種外星事件的結果，具體細節各不相同，是一個極具競爭性的科學假說。這個假設有爭議，並未被相關專家廣泛接受，科學家們還在爭辯中。他们提出當時的氣候变化是由于一顆或多顆彗星的撞擊，或是其在空中的爆炸而引发了气候的变冷。
一般性的假設指出，距今大約12,900年前（未經14C校準前為10,900年），近地小行星的撞擊或空中爆炸造成北美洲大陸地區大规模的野火，从而擾亂了氣候并造成北美洲地區的第四紀滅絕事件。其結果是北美洲大多數的更新世巨型動物群滅絕，以及克洛維斯文化迅速的滅亡。新仙女木冰河期持續了約1,200年，随后气候才再度回暖。此一事件也被視為全新世滅絕事件的一部分。
在大湖區的勞倫臺德冰蓋可能发生了一次或多次的大爆炸。雖然沒有鑑定到主要的陨石坑，但支持者认为这些爆炸可能发生在空中，陨石在天空上方解體，这與1908年的通古斯事件相似，但規模更大。关于這个事件個對美洲大陸生態影響的假說认为，那些生活在北美洲的動物和人類不是直接死於爆炸，就是死于因此產生的野火。
大量的研究檔案指出，這個（或者这些）假設事件的影響范围超出了美洲，其影響遍及全球各大洲。例如，James Wittke 等人的文章指出这次撞擊的残骸沉積跨越四大洲，包括歐洲和中東地區。

## 證據
陨石撞击的证据主要是來自於北美洲平原上多个与克洛维斯文化遗迹同期、富含有机物的地层，学说提倡者在这些地层发现了纳米钻石、陨石微球晶、碳球晶、磁球晶、铱、铂、异常的铂/钯比例、木炭、煤烟以及富含氦-3的富勒烯等，这些不寻常的物质分布只能是撞击事件所产生，并标志了新仙女木期的起始。火山、人类活动或其它自然作用无法解释这些现象。

## 撞击后果

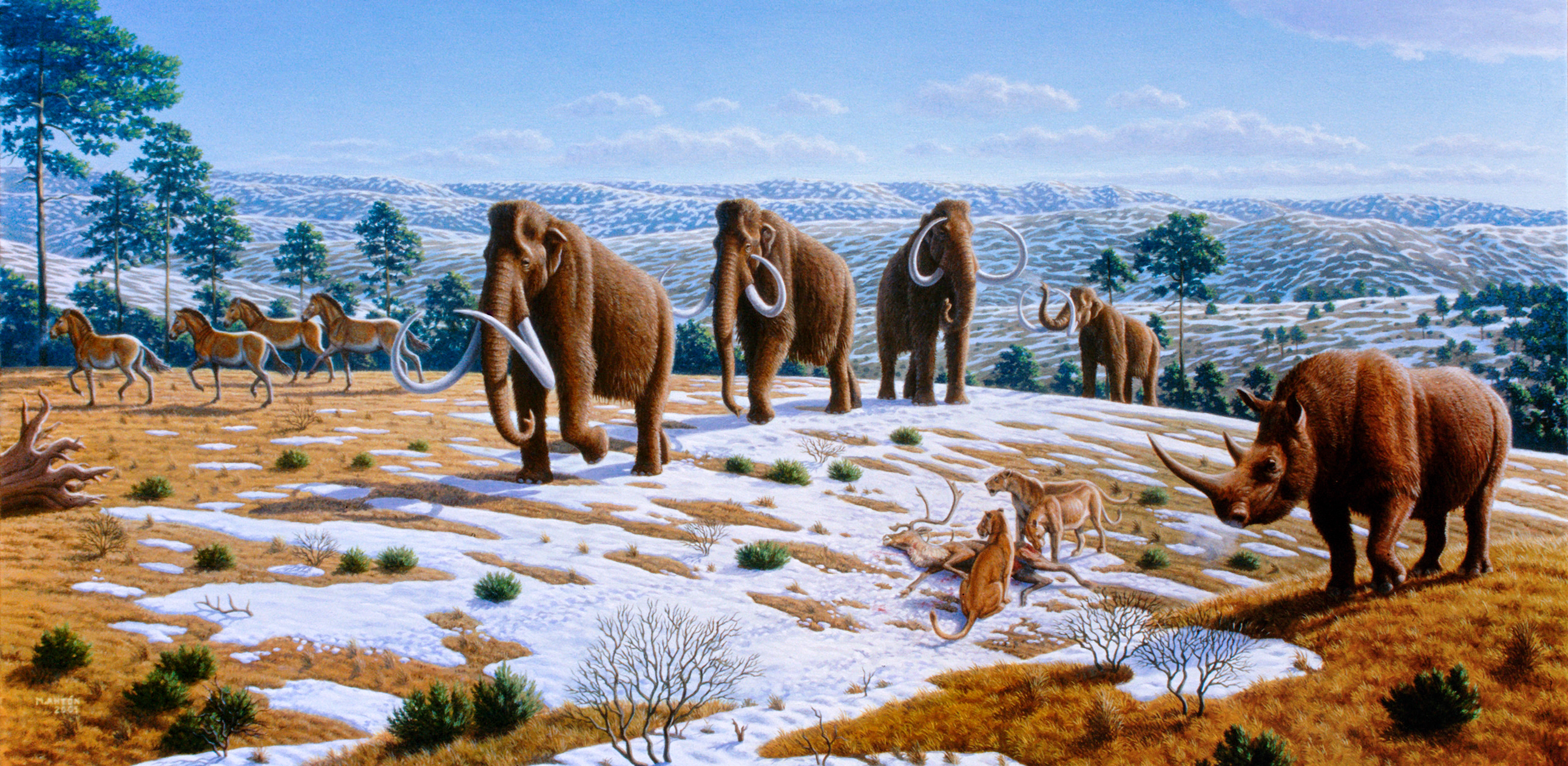
冰河时期的猛犸象

该假说认为此次撞击事件造成了北美洲更新世巨型动物群的灭绝，这些动物包括骆驼、猛犸象、巨型短面熊等等。这场假想事件被认为造成了巨大的火灾，短时间的撞击冬天以及气候突变，并可能促使北美本土的克洛维斯文化转向了其它形式。

## 假说

### 早期猜想
1901年，丹麦科学家尼古拉·哈茲和威廉·米爾泰斯（Vilhelm Milthers）注意到了地球历史上一个特殊时期的存在，然后在1912年，他们将该时期命名为新仙女木时期。在他们之前，人们就曾为12000年前的这场气候突变提出过一些与彗星撞击相关的理论。

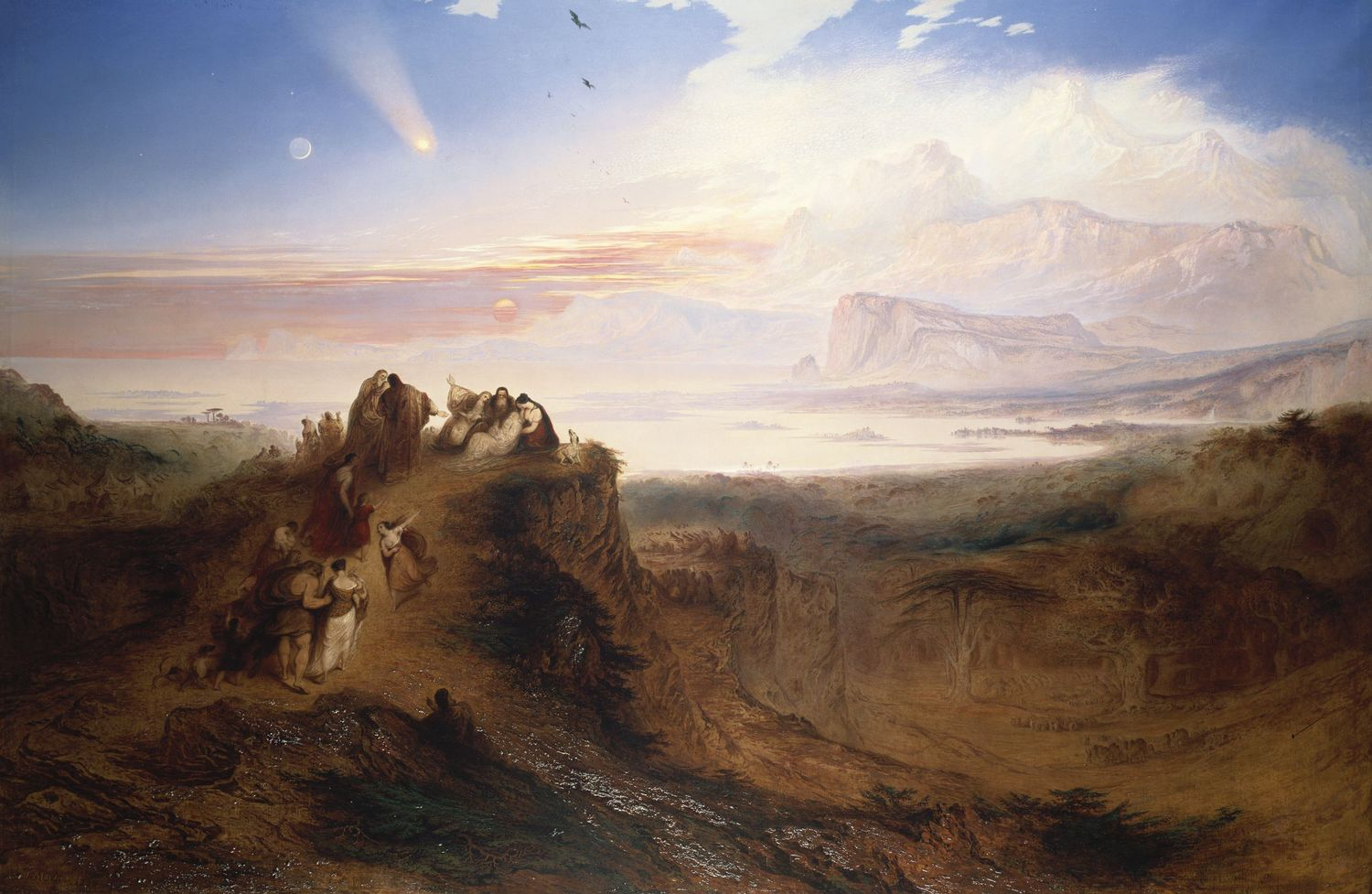
洪水前夕，由创作于 1840 年，描述了彗星撞击带来大洪水

1694年，爱德蒙·哈雷提出，某颗我们尚未知晓的彗星造成了历史上的大洪水。随后，威廉·惠斯顿完善了哈雷的理论，惠斯顿是艾萨克·牛顿的支持者，他在《关于地球的一个新理论（1696）》中提出，彗星撞击可能造成了圣经中提到的，发生在公元前2342年的大洪水事件。同时，惠斯顿也将地球大气层以及一些其它重要特征的起源归因于彗星的撞击。
皮埃尔·西蒙·拉普拉斯在其1796年的作品《世界的体系》中提到：
许多人和动物在遍及世界的大洪水以及强烈的地震中死去，所有物种、所有人类的遗迹都被毁灭：而这正是一次彗星撞击所能够造成的东西。
这种猜想随后由明尼苏达州议员、伪考古作家伊格內修斯·唐納利借由书籍《诸神黄昏：火与砾石的时代》在大众文化中传播开来。Donnelly 在书中提出，大约公元前6000-公元前9000年，有一个巨大的彗星撞击了地球，它毁灭了当时地球上最先进的文明——“失落大陆”亚特兰蒂斯受撞击而沉入大海。和其他人一样，Donnelly 也将圣经中的那场洪水归咎为彗星的撞击，并且他也相信彗星的撞击同时造成了大规模火灾和气候突变。这本书出版后不久，一位批评家写道“惠斯顿曾经指出诺亚洪水源自彗尾，而 Donnelly 更进一步，他不仅告诉我们那场大洪水的存在，还向我们展示了随彗星而来的火海和漫天石雨。 ”

### 新仙女木撞击猜想
2006年出版的《宇宙灾难的循环：石器时代的彗星如何改写世界文化的进程》提出，大约12900年前，一颗彗星的爆炸或撞击导致了新仙女木时期的气候寒冷进程。
2007年5月，在阿卡普尔科召开的美国地球物理联盟会议上，凡士通、韦斯特（Allen West）以及其他大约20名科学家正式提出了他们的首个猜想，随后他们在美国国家科学院院刊发文表示，撞击事件导致了当时北美人口的急剧减少。
2008年，万斯·海恩斯发表数据支持“黑垫（莱纳沼泽土壤）”的时间同步性，他认为应当对克洛维斯遗迹作独立分析以检验该假说的合理性。尽管海恩斯对新仙女木时期的彗星撞击持有怀疑态度，但他也认为“距今10900年前必定发生了某个重大事件”。在2008年举办于弗拉格斯塔夫的佩斯克会议上，彗星假说的支持者与怀疑者进行了辩论。
2009年，一篇发表于《科学》期刊的文章认为，微型钻石是北美地区曾遭受彗星或陨石撞击（或者在空中爆炸）的证据，这次事件造成了北美巨型动物群的灭绝以及克洛维斯文化的覆灭。科学家在 2009 年 AGU 秋季会议上组织了一场特殊的辩论式会议，假说的怀疑者和支持者轮流发表演讲。
2010年，天文学家威廉·纳皮尔通过模型指出，一颗彗星的碎片（原彗星直径可能达到50-100千米）或许是这次事件的罪魁祸首，而金牛座流星雨是该彗星的残余碎片造成的。纳皮尔后来优化了他的模型，并在2019年提出了进一步的研究结果。由 Ignacio Ferrín 和 Vincenzo Orofino 在2021年进行的一项独立研究也支持了纳皮尔的观点。
2010年，美国第四纪协会在怀俄明州的拉勒米举行了新仙女木撞击假说的正反方辩论。
2011年，一群科学家对新仙女木撞击假说提出了挑战，他们认为假说中的大部分结论都不能从现有的证据中得出，该假说可能是对现有数据的错误阐释。此外，人们还发现原始论文的作者之一甚至不具备从事地球物理学的资质。大约在这段时间，其它一些文章声称没有找到微型钻石的痕迹，以及作为证据的炭球可能是真菌或昆虫的产物，或者可能受到过现代污染。作为回应，该假说的部分提出者发表了对来自于世界各地18个遗迹的炭球的重新分析，他们认为分析的结果符合假说。
2012年，发表在《美国国家科学院院刊》上的一篇文章宣布了此次撞击产生的撞擊石证据。另一些科学家在位于墨西哥奎采奥湖底部的河床也发现了新的证据，包括微型钻石（例如称为藍絲黛爾石的六边形矿物）、碳球和磁性颗粒，这些证据可以支持新仙女木撞击事件的一个修改版本，即，当时有一系列彗星和小行星残骸撞击了地球。尽管还有其他一些替代假设试图为这些发现作出解释，但这些假设都认同这些物体不可能是地球陆地的自然产物。藍絲黛爾石通常来自小行星或宇宙塵埃。
2013年，科学家报告说在格陵兰岛冰芯（形成时间为12,890±5年）中检测到的铂浓度是正常状态的上百倍，他们将这种异常归于一颗大型（直径约800米）铁质陨石撞击的影响。尽管“这个陨石不太可能引发新仙女木事件提到的空中爆炸和大范围火灾，”但他们认为铂浓度的异常确实“暗示了来自外太空的铂来源”。也有人认为格陵兰的撞击的范围只限于本地，并未造成大范围影响。论文作者对此提出了异议，他们指出大约在20年的范围内，全世界的铂浓度都出现了异常。
2016年，对新仙女木期边界的9个遗迹的进一步分析没有发现地外撞击的证据。同年对微型钻石的分析没有从中找到藍絲黛爾石，也没有发现微型钻石在新仙女木时期的突增。
2017年，科学家报告了在陆地上的11个地点检测到的铂浓度异常，这些异常与之前在格陵兰岛的发现有关联，它们的历史同样可以追溯到新仙女木时期。

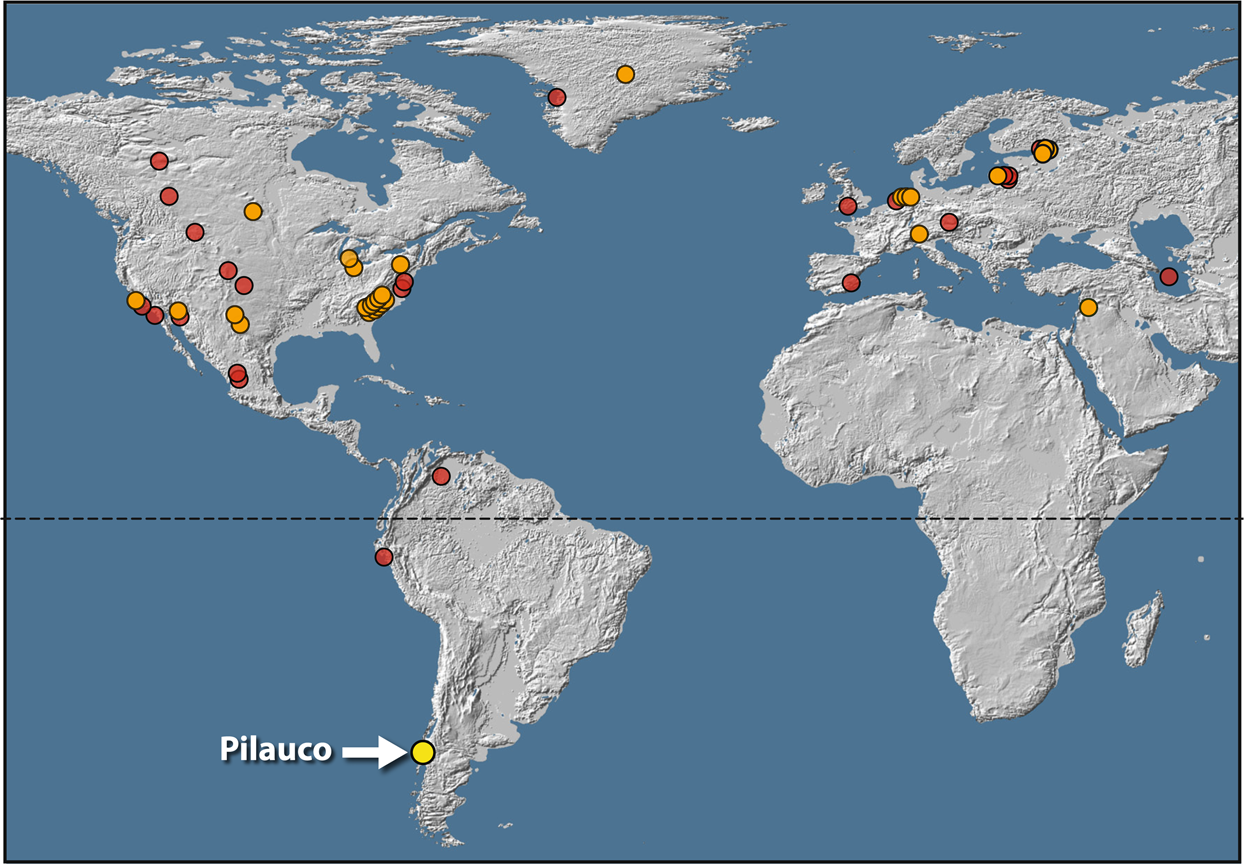
Mario Pino 等人于 2019 年绘制的新仙女木时期遗址分布图。其中28个橙色点表示铂（Pt）和其他撞击指标（如高温富铁球体）均达到峰值。24个红色点表示有检测到撞击指标，但未进行铂的测量。

2018年，一些研究人员将格陵兰岛未确定时间的希瓦塔冰川坑解释为新仙女木撞击事件的证据。有两篇论文指出，改区域涉及与新仙女木撞击有关的“特殊生物质燃烧事件”。但对这场特殊火灾的说法仍存在争议。
2019年，科学家们报告了在智利皮劳科巴霍的沉积层中找到的证据，其中的木炭和花粉都显示出，距今12800年前该处曾发生巨大的变化。科学家发现的证据还包括罕见的金属球体、熔融玻璃和纳米钻石，它们被认为是在陨石的空中爆炸或撞击中生成的。这或许表明，新仙女木事件的影响范围至少覆盖了地球半径的30%。同年对南卡罗来纳州一个池塘的远古沉积物的分析显示，其中不仅含有极高含量的铂，而且铂/钯的比例与陆地来源不一致，此外，分析还揭示出过量的烟尘以及与大型食草动物的粪便相关的真菌孢子的减少，这表明当地曾发生大规模的野火以及冰期巨型动物的减少 。
2019年，由 John Francis Thackeray、Louis Scott 和 Philip Pieterse 组成的南非团队宣布，在南非林波波省 Wonderkrater 的泥炭沉积物中发现了一个铂的激增，该地位于比勒陀利亞和波洛夸内之间的 Mookgophong 镇（原Naboomspruit）附近，这是一个自流泉。铂的峰值出现在距今 12,744 年（已校准）的样本中，在此峰值时间之前，根据花粉光谱的多变量分析，古温度指数正处于下降之中。这种温度的下降与新仙女木时期有关。Wonderkrater 的铂峰值与相邻层中几乎恒定的低铂浓度形成了显著的对比。这个发现符合新仙女木撞击猜想，这是该假说在非洲找到的首个证据，世界上检查到铂异常点地点增加到了25个。
在南非发现的铂异常被解释为新仙女木撞击事件产生的铂尘埃在全球的扩散，撞击还可能与格陵兰岛海华沙冰川下发现的火山口有关。Thackeray 和他的同事意识到，非洲南部更新世末期的巨型动物（Megalotragus priscus、Syncerus antiquus 和 Equus capensis）可能就是在距今12800年前后的环境变化以及人类猎杀中灭绝的。随后，根据对数据的研究，他们指出，假设的新仙女木撞击事件（包括大气尘埃的散布）可能不仅促进了非洲南部的灭绝事件，而且还可能影响了欧洲和美洲的动物灭绝。值得注意的是，在南非部分地区，Robberg石器技术结束于距今约12,800年前，这与北美克洛维斯石器技术的终止时间相同，但我们仍需要进一步的工作来评估这一重合性。
2019年，南卡羅來納大學的 Christopher Moore 和同事在南卡罗来纳州埃尔金县附近的池塘进行了研究，他们利用岩芯从池塘底部提取沉积物样本。通过放射性碳测定，这些样本的年代大约在新仙女木期的起始（距今12800年前），样本中含有大量的铂异常，这与其他遗址的发现一致，此外，他们在该遗址的岩芯中也发现了大量的烟尘异常。
2020年，由Andrew M. T. Moore领导的小组在史前考古遗迹 Tell Abu Hureyra 的材料中发现了位于新仙女木时期的高浓度铱、铂、镍和钴。他们认为这些证据可以支持新仙女木撞击假说。
2021年，化學工程師 Martin B. Sweatman 在《地球科学评论》中发表了论文“新仙女木撞击假说”。他在文中回顾了在新仙女木边界时期发现的大量的铂、微球、纳米钻石、熔融玻璃和烟尘/木炭的证据，他建议现在是时候把撞击假说称为“理论”了。他总结道：“......一小批研究人员反对撞击的观点，但总的来说，他们的反对意见微不足道，并且在细致的审查下，事实上他们提出的大部分证据都可以支持撞击假说”。
2022年1月，詹姆斯·劳伦斯·鲍威尔将人们对新仙女木撞击假说的犹豫不决与其他最初有争议的科学观点相提并论，如板块漂移、月球撞击坑以及由人类活动引起的全球变暖。他还对 Sweatman 的言论表示赞同，认为在该假说的批评者中已经形成了一种群体思维。

## 延伸閱讀
- James Kennett, UC Santa Barbara, May 21, 2013, Comprehensive Analysis of Impact Spherules Supports Theory of Cosmic Impact 12,800 Years Ago  （页面存档备份，存于）
- Holliday, V. T., 2011, A Cosmic Catastrophe: The Great Clovis Comet Debate: A personal perspective on an Outrageous Hypothesis. Argonaut Archaeological Research Fund, Department of Anthropology at the University of Arizona, University of Arizona, Tucson, Arizona.
- Pringle, H., 2008, Firestorm from space wiped out prehistoric Americans （页面存档备份，存于）. The New Scientist. vol. 194, no. 2605, pp. 8–9.
- West, A., and A. Goodyear, 2008, The Clovis Comet: Part I:Evidence for a Cosmic Collision 12,900 Years Ago.  Mammoth Trumpet. v. 23, no. 1, pp. 1–4.

## 外部連結
- (pdf). www.georgehoward.net.   [2012-04-15]. （原始内容存档 (PDF)于2012-02-06）.
- (pdf). www.georgehoward.net.   [2012-04-15]. （原始内容存档 (PDF)于2012-02-06）.
- Hoffman, Carey. . University of Cincinnati. 2008-07-02  [2008-08-05]. （原始内容存档于2008-07-31）.
- . BBC NEWS.   [2012-04-15]. （原始内容存档于2010-09-03）.
- .   [2012-04-15]. （原始内容存档于2016-03-04）.
- . Scientific American Blog Network.   [2012-04-15]. （原始内容存档于2013-03-15）.
- .   [2012-04-15]. （原始内容存档于2012-03-05）.